# Cyathophorella burkillii
Cyathophorella burkillii là một loài rêu trong họ Daltoniaceae. Loài này được Dixon Broth. mô tả khoa học đầu tiên năm 1925.